# Silvija Švedska
Kraljica Silvija Švedska (rojena Silvia Renate Sommerlath), 23. december 1943, Heidelberg, Nemčija.
Silvija je žena kralja Karla XVI. Gustava in mama Viktorije, naslednice švedskega prestola. Leta 2011 je Silvija postala švedska kraljica z najdaljšim prestolovanjem, rekord, ki ga je pred njo nosila kraljica Sofija.

## Otroštvo
Kraljica Silvija se je rodila 23. decembra 1943 v Heidelbergu v Nemčiji kot edina hčerka in najmlajši otrok pokojnega Waltherja Sommerlatha in Alice Sommerlath (rojena Alice Soares de Toledo v Braziliji).
Kraljica ima dva starejša brata, Ralfa in Waltherja Sommerlatha. Skupaj s svojima družinama sta bila leta 2010 gosta na poroki švedske prestolonaslednice Viktorije in Daniela Westlinga in leta 2013 na poroki princese Madeleine in Christopherja O'Neilla. Njen tretji brat Jörg Sommerlath je umrl leta 2006. Po njem je imenovana Hiša matere in otroka Jörg Sommerlath (The Mother-Child House Jörg Sommerlath) v Berlinu, ki jo podpira kraljičina svetovna fundacija za otroke (World Childhood Foundation).
Družina Sommerlath je med letoma 1947 in 1957 živela v São Paulu v Braziliji, kjer je kraljica obiskovala tradicionalno nemško šolo Colégio Visconde de Porto Seguro. Njen oče Walther Sommerlath je bil na različnih položajih; med drugim je bil predsednik brazilske podružnice švedskega podjetja Uddeholm. Leta 1957 se je družina vrnila v Zahodno Nemčijo.

## Kariera
Pred poroko s švedskim kraljem je Silvija Sommerlath delala na argentinskem konzulatu v Münchnu in je bila izobraževalna gostiteljica med poletnimi olimpijskimi igrami leta 1972 v Münchnu ter služila kot namestnica vodje protokola za zimske poletne igre v Innsbrucku v Avstriji. Za kratek čas je bila tudi stevardesa.
Silvija je usposobljena tolmačka in švedščina je pravzaprav njen šesti jezik. Govori svoja materna jezika portugalščino in nemščino kot tudi francoščino, španščino in angleščino. Tekoče zna švedski znakovni jezik in državni znakovni jezik, ki ga uporablja skupnost gluhih na Švedskem.

## Poroka
Silvija Sommerlath je prestolonaslednika KarlaGustafa srečala med poletnimi olimpijskimi igrami leta 1972. V kasnejšem intervjuju je kralj pvedal, da se je med njima »zaiskrilo« v trenutku, ko sta se srečala.
Po smrti kralja Gustava VI. Adolfa, 15. septembra 1973, je Karl XVI. Gustav zasedel prestol.
On in Silvija sta oznanila svojo zaroko 12. marca 1976 in se poročila tri mesece kasneje, 19. junija, v katedrali Storkyrkan v Stockholmu. To je bila prva poroka vladajočega švedskega vladarja po letu 1797. Če bi se s Silvijo poročil med vladavino svojega dedka, kralja Gustava VI. Adolfa, bi izgubil pozicijo kot prvi v vrsti dednega nasledstva na švedski prestol. To je bilo zaradi nefleksibilnosti njegovega dedka, ki je verjel, da se mora kraljevska oseba poročiti s kraljevsko osebo. To je bil tudi razlog, zakaj se Karlov Gustavov stric princ Bertil ni poročil pred smrtjo Gustava VI. Adolfa. (Bertil je bil drugi v liniji nasledstva dokler ni njegov nečak dobil dediča in se tako do leta 1976 ni mogel poročiti z Lillian May Davies, valižansko meščanko, v katero je bil zaljubljen desetletja.) V praznovanju na prihajajočo poroko je kralju in Silviji zapela svetovno znana pop skupina ABBA, ki je izvajala pesem Dancing Queen na švedski televiziji na večer pred slovesnostjo, čeprav pesem pravzaprav ni bila napisana za kraljico Silvijo.
Kralj in kraljica imata tri otroke in pet vnukov:
- Victoria Ingrid Alice Désirée, švedska prestolonaslednica, vojvodinja Västergötlandska, rojena 14. julija 1977. Z Danielom Westlingom se je poročila 19. junija 2010 v Stockholmu. Skupaj imata eno hčerko in enega sina:
  - Princesa Estelle Silvia Ewa Mary, vojvodinja Östergötlandska, rojena 23. februarja 2012
  - Princ Oscar Carl Olof, vojvoda Skånski, rojen 2. marca 2016
- Princ Carl Philip Edmund Bertil, vojvoda Värmlandski, rojen 13. maja 1979. S Sofio Hellqvist se je poročil 13. junija 2015 v Stockholmu. Skupaj imata dva sina:
  - Princ Alexander Erik Hubertus Bertil, vojvoda Södermanlandski, rojen 19. aprila 2016
  - Princ Gabriel Carl Walther, vojvoda Dalarnski, rojen 31. avgusta 2017
- Princesa Madeleine Thérèse Amelie Josephine, vojvodinja Hälsinglandska in Gästriklandska, rojena 10. junija 1982. S Christopherjem O'Neillom se je poročila 8. junija 2013 v Stockholmu. Skupaj imata sve hčerki in enega sina:
  - Princesa Leonore Lilian Maria, vojvodinja Gotlandska, rojena 20. februarja 2014
  - Princ Nicolas Paul Gustav, vojvoda Ångermanlandski, rojen 15. junija 2015
  - Princesa Adrienne Josephine Alice, vojvodinja Blekinška, rojena 9. marca 2018

## Očetova vključenost v Nemško nacistično stranko
Leta 2002 je kraljica postala nezaželen predmet mednarodne radovednosti, ko je bil v sindikalističnem časopisu Arbetaren objavljen članek, ki je poročal, da je nemškem državnem arhivu zapis, da se je kraljičin oče Walther Sommerlath leta 1934, ko je živel v Braziliji in delal za nemško jeklarsko podjetje, pridružil tujemu krilu nacistične stranke NSDAP/AO. Govorice že dolgo krožijo o življenju in karieri Sommerlatha med drugo svetovno vojno, še posebej, ko je postalo razmerje med njegovo hčerjo z bodočim kraljem Švedske znano, vendar pa je vse do svoje smrti leta 1990 poslovnež zanikal kakršno koli povezavo z nacistično stranko. Vendar pa je študija državnih evidenc še razkrila, da je Sommerlath leta 1938 med politiko izganjanja arijskih narodov v Nemčiji postal lastnik tovarne jekla, da "bi proizvedel dele za nemško vojsko vključno z deli za tanke kot tudi plinske maske.". Ko so razkritja o Waltherju Sommerlathu izbruhnila v švedskem tisku, je tiskovni predstavnik palače dejal, da "kraljičin oče nikoli ni bil del kraljeve družine in zato ne morem komentirati."
Decembra 2010 je napisala pismo o pritožbi Janu Schermanu, predsedniku uprave TV4, omrežja, ki so predvajali dokumentarni film o njeni očetovi domnevni nacistični preteklosti. Kraljica Silvia je naročila poročilo o drugi svetovni vojni od strokovnjaka Erika Norberga, izbira, ki je bila kritizirana zaradi Norbergove vezi s kraljevo družino. V svojem poročilu je Norberg trdil, da je kraljičin oče v resnici pomagal lastniku obrata za jeklene, judovskemu poslovnežu, pobegniti iz Nemčije s prevzemom tovarne. Decembra 2011 je v intervjuju za kanal 1 švedske javne radiotelevizije Sveriges Television Silvia imenovala medijsko ravnanje z informacijami o njenem očetu kot "znak atentata".

## Dobrodelna vključenost
Kraljica Silvia sodeluje v številnih dobrodelnih organizacij, zlasti na področju prikrajšanih otrok, in je dala že več javnih izjav o človekovih pravicah in spolnemu izkoriščanju otrok. Na lastno pobudo je sama gledala video posnetke spolno zlorabljenih otrok v zgodnji pedofilskih zapletih, ki jih je zasegla policija. Izjava, ki jo je naredila za medije, je oprla oči mnogim ljudem, da to še naprej obstaja problem.
Leta 1999 je bila soustanoviteljica Svetovne otroške fundacije, saj se zgleduje po svojem delu kot patron prvega svetovnega kongresa proti komercialnemu spolnemu izkoriščanju otrok v Stockholmu.
Prav tako aktivno deluje tudi za invalide vključno kot predsednica Sklada kraljeve poroke in Jubilejnega sklada kraljice Silvie. Leta 1990 je prejela prestižno nemško nagrado "Deutscher Kulturpreis" za njeno delo za invalidi. Kraljica je tudi častni član uprave Mentorske mednarodne fundacije, ki deluje proti uporabi drog pri mladostnikih in mladih odraslih. Bila je tudi pokroviteljica "Sklada kraljice Silvie", ki ga upravlja Svetovna skavtska fundacija, ki zbira sredstva za skavte s posebnimi potrebami.
Njena predanost k delu z demenco in nego starejših na koncu življenja je tudi dobro znana in spoštovana. Na njeno pobudo je bil ustanovljen Silviahemmet v Stockholmu. Deluje kot izobraževanje bolnišničnega osebja v tem, kako delati z ljudmi, ki trpijo za demenco in tudi sproža raziskave na tem področju.
Kraljica je začela govoriti o disleksiji v javnem prostoru na Švedskem. Že vrsto let je bilo veliko govoric, da ima kralj disleksijo. Novinarji so opozorili, da je njegovo ime napačno zapisano, ko se je vpisoval v svojo pristopno listino in ko je leta 1973 na obisku rudnika bakra napačno zapisal svoje ime na steni. V intervjuju za švedsko televizijo leta 1997 je bilo njegovo stanje javno priznano, ko je kraljica obravnavala disleksijo. "Ko je bil majhen, ljudje niso bili pozorni na problem," je dejala. "Ni dobil pomoči, ki jo je potreboval."

## Nazivi
- 23. december 1943 - 19. junij 1976: Gospodična Silvia Sommerlath
- 19. junij 1976 - danes: Njeno veličanstvo kraljica Švedske